# Amo un assassino
Amo un assassino (tdl. ‘Amo a un asesino’) es una película italiana de 1951 dirigida por Baccio Bandini.

## Argumento
En la casa donde vive el comisario de policía Pietrangeli, ha ocurrido algo terrible: una joven cayó desde lo alto de la escalera y murió en el acto. Inicialmente se creyó que se trataba de un suicidio, pero ciertas pistas llevaron a Pietrangeli a creer que se trató de un asesinato. Cuando se descubre que la fallecida, Magda Fiorelli, estaba casada con Aldo Manni, un joven inquilino de la casa, de quien vivía separada, la sospecha parece convertirse en certeza. Aldo Manni es detenido, pero Silvia, la joven hija de Pietrangeli, llevada por la pasión, le revela a su padre que Aldo es su amante, declarando que, en el momento del crimen, él estaba con ella. El comisario queda atónito, pero al no haber pruebas contra Manni, ordena su liberación. Las dos mitades de un brazalete de Magda Fiorelli se encuentran, respectivamente, en las habitaciones de Silvia y Manni. Silvia, que está embarazada, y Manni desaparecen repentinamente. El pobre comisario se dispone a denunciar a su hija, dimitiendo. Pero una llamada telefónica pone a la policía tras la pista del verdadero asesino, Giorgio, amigo de la infancia de Silvia. Habiendo llegado a ser amante de Magda, la incitó a chantajear a su marido. Giorgio la mató para evitar que ella, arrepentida y disgustada, lo denunciara como chantajista.

## Reparto
- Umberto Spadaro como el detective Pietrangeli.
- Delia Scala como Silvia Pietrangeli.
- Andrea Bosic como Aldo Manni.
- Marco Vicario como Giorgio Morelli.
- Natale Cirino como Palermo.
- Dorian Gray como Vandina.
- Angelo Maggio
- Marga Cella
- Alma De Rio
- Dina Perbellini
- Amina Pirani Maggi
- Diana Veneziani
- Maria Zanoli